# Joseph Garat (homme politique, 1911-1990)
Pour les articles homonymes, voir Garat et Joseph Garat.
Joseph Garat (17 novembre 1911 - Labastide-Rouairoux (Tarn) † 23 décembre 1990 - Bayonne), est un homme politique français du XXe siècle.

## Biographie
Joseph Garat est né le 17 novembre 1911 à Labastide-Rouairoux (Tarn). Après des études secondaires aux collèges de Bellocq et d'Ustaritz (Pyrénées-Atlantiques), il entre à l'École supérieure d'organisation professionnelle.
Prisonnier de guerre en Allemagne de juin 1940 à novembre 1943, il participe activement aux combats de la Résistance dans les FFI et les FFC de 1943 à 1945.
Directeur interdépartemental au ministère des Anciens combattants et victimes de guerre à Bordeaux de 1946 à 1956, il conduit la liste de la SFIO dans les Basses-Pyrénées aux élections législatives du 2 février 1956. Cette liste obtient 10,4 % du total des suffrages exprimés : Joseph Garat se voit donc attribuer l'un des six sièges de député du département, les listes du PCF du Parti radical, du MRP, des Indépendants et paysans ainsi que la liste Républicaine d'action sociale et paysanne, conduite par Jean-Louis Tixier-Vignancour obtenant chacune un siège.

### Député des Basses-Pyrénées
À côté des thèmes généraux contenus dans le programme de la SFIO, Joseph Garat avait insisté, dans ses engagements électoraux, sur certaines questions intéressant spécialement les Basses-Pyrénées. Il avait ainsi revendiqué, pour l'industrie du tourisme, l'assimilation à une industrie exportatrice, afin qu'elle puisse bénéficier de toutes les facilités refusées à cette catégorie d'industries.
En outre, il s'était prononcé en faveur de l'utilisation prioritaire dans le département de la source d'énergie constituée par le gaz de Lacq.
Enfin, il s'était particulièrement préoccupé des problèmes de la pêche, préconisant l'extension du port de Bayonne et l'aménagement de celui de Saint-Jean-de-Luz-Ciboure, ainsi que la protection des pêcheurs de la Côte basque contre la concurrence étrangère et la concurrence bretonne.
Joseph Garat est nommé membre de la commission des moyens de communication et du tourisme et de la Commission des pensions dès le début de la législature. Il accède ultérieurement à la Commission des affaires économiques (12 juin 1957). Il est nommé par la Commission des pensions membre titulaire de la « Commission chargée de s'informer du fonctionnement de certains services du ministère des Anciens combattants » (7 février 1957).
Le 5 mai 1956, il est nommé juge suppléant de la Haute cour de justice constitutionnelle.
Son activité parlementaire s'exerce essentiellement dans le domaine des pensions civiles et militaires de retraite. Ses interventions reflètent l'intérêt particulier qu'il porte aux problèmes des anciens combattants et victimes de guerre et des anciens déportés et internés. C'est ainsi qu'il dépose plusieurs propositions de loi tendant à modifier le code des pensions pour satisfaire aux objectifs suivants :
- prise en charge, pour la liquidation des retraites, des services accomplis dans l'administration des chemins de fer de l'État (30 octobre 1956) ;
- amélioration de la situation des retraités par réforme pour invalidité imputable à l'exercice des fonctions (12 février 1957) ;
- institution d'une indemnité temporaire en faveur des pensionnés à 100 % pour tuberculose (11 décembre 1957) ;
- amélioration de la situation des fonctionnaires anciens combattants et victimes de guerre (19 décembre 1957).

Au nom de la Commission des pensions, il rédige, au cours du premier trimestre de l'année 1958, divers rapports tendant notamment à rétablir le rapport légal entre traitements d'activité et pensions de retraite résultant de la loi no 48-1450 du 20 septembre 1948 (7 février 1958) et à améliorer la situation des titulaires de pensions d'ancienneté ou de leurs ayants cause rémunérées sur la base des traitements ou soldes les moins élevés (12 février 1958).
À l'occasion de la discussion du projet de loi concernant l'attribution des pouvoirs spéciaux en Algérie, il appelle l'attention des députés sur la situation des anciens combattants musulmans (9 mars 1956). Il dépose un amendement indicatif concernant la situation des anciens combattants musulmans algériens lors de la discussion du projet de loi portant ajustement des dotations budgétaires reconduites à l'exercice 1956 (22 juin 1956).
Il intervient encore, au cours de la discussion du projet de loi de finances pour 1957, pour soutenir la nécessité d'un plan pluriannuel pour la satisfaction des revendications des anciens combattants (26 novembre 1956).
À l'occasion de débats portant sur des propositions de loi, il souligne la nécessité d'octroyer des congés payés supplémentaires aux anciens déportés et internés (10 décembre 1957) et celle de maintenir aux tuberculeux de guerre l'indemnité de soins jusqu'au reclassement professionnel et jusqu'à une guérison définitive (10 décembre 1957).
Joseph Garat ne perd cependant pas de vue les problèmes de sa circonscription, comme le prouvent ses interventions lors de la discussion du projet de loi portant ajustement des dotations budgétaires reconduites à l'exercice 1956, au sujet de la fixation du prix du gaz de Lacq, de l'inscription des départements du Sud-Ouest sur la liste des zones critiques (6 juin 1956) de l'installation d'un émetteur de télévision dans les Pyrénées destiné à couvrir le Nord de l'Espagne (20 juin 1956).
Il émet, le 1er juin 1958, un vote favorable à l'investiture du gouvernement du général de Gaulle et se prononce, le lendemain, pour l'adoption du projet de loi relatif aux pleins pouvoirs.

### Autres activités
Indépendamment de son activité parlementaire, Joseph Garat s'est dévoué à la cause des prisonniers de guerre et déportés, créant, dans les Basses-Pyrénées, cinq maisons d'accueil et de repos à leur intention. Il était président d'honneur de l'Association des combattants prisonniers de guerre du Pays basque dont il fut le fondateur.
Membre du Comité directeur de la SFIO de 1956 à 1962, Joseph Garat a exercé successivement les fonctions de directeur interdépartemental au Ministère des Anciens Combattants et victimes de guerre (1958-1962) et de conseiller technique à l'Ambassade de France à Alger (1962-1970), puis à Rabat (1970-1976).
Il est décédé à Bayonne le 23 décembre 1990.

## Décorations
| Chevalier de la Légion d'honneur                | Croix de guerre 1939-1945 | Croix de chevalier du Mérite combattant |
| Croix du combattant volontaire de la Résistance | Croix du combattant       |                                         |

Joseph Garat était chevalier de la Légion d'honneur et titulaire de la croix de guerre 1939-1945, de la Croix de chevalier du Mérite combattant, de la Croix du combattant volontaire de la Résistance et de la Croix du combattant. Officier de la Légion d'honneur (mars 1985 )